# Giacomo Samuele Mazzoli
Giacomo Samuele Mazzoli (Ceto, 4 luglio 1920 – 22 maggio 1983) è stato un politico italiano. Deceduto durante l'VIII legislatura, venne sostituito da Arturo Maria Guatelli.